# Batracomorphus atreus
Batracomorphus atreus är en insektsart som beskrevs av Knight 1983. Batracomorphus atreus ingår i släktet Batracomorphus och familjen dvärgstritar. Inga underarter finns listade i Catalogue of Life.